# 오연호
오연호(吳連鎬, 1964년 9월 18일~)는 대한민국의 언론인이다. 월간 '말' 기자, 취재부 부장, 워싱턴 특파원을 지냈다. 2000년 오마이뉴스 대표이사로 취임하였다.

## 생애
1964년 9월 18일 전라남도 곡성 산골에서 태어났다. 소설가가 되고 싶어 연세대학교 국문학과에 진학했다. 대학 4학년 때 쓴 '독재 정권 비판 유인물'이 중앙일간지 사회면 머리기사로 보도되면서 주목을 받았다. 월간 말에서 1988년부터 12년을 일했다. 2000년 2월 22일 '모든 시민은 기자다'를 모토로 하는 인터넷 미디어 <오마이뉴스>를 창간했다.
2013년 세계에서 행복지수가 가장 높은 덴마크의 교육현장을 취재하며 행복사회로 가는 길을 모색하고, 이를 바탕으로 2014년 <우리도 행복할 수 있을까> 책을 발간했다. 이후 대중들과 행복한 인생과 사회를 만들기 위해 전국을 순회하며 약 1600여 차례 강연을 펼치고 있다. 한 권의 책으로 시작된 강연은 강연 현장에서 '꿈틀거리는 사람'들을 만나 꿈틀거리는 사람들의 네트워크로 발전했다. 4년 동안 950회가 넘는 강연을 했고, 10만 명의 독자들을 만났다. 그리고 그들과 함께 꿈틀거리며 찾아낸 행복한 인생의 비밀을 다시 한 권의 책으로 엮었다. 행복한 인생, 행복한 사회를 실천하는 사람들의 이야기《우리도 사랑할 수 있을까》다.
현재 오연호 대표는 꿈틀리인생학교의 이사장으로 활동 중이며, 2016년 10월 '사단법인 꿈틀리'가 탄생했다.

## 언론 경력
- 1988년-1999년 월간 말 기자, 취재부장
- 1995년-1997년 월간 말 워싱턴특파원
- 2000년 2월 22일 인터넷신문 오마이뉴스 창간, 오마이뉴스 편집국장, 대표
- 2007년-2009년 한국인터넷신문협회 회장
- 2016년~현재 꿈틀리인생학교 이사장

## 수상 경력
- 2001년 5월 성균관대 언론홍보대학원 주최 <올해의 언론대상> 수상
- 2001년 10월 경향신문이 뽑은 <한국의 얼굴 55인>에 선정
- 2001년 12월 민주언론운동연합 주최 <민주언론상> 대상 수상
- 2004년 10월 동아투위 주최 <안종필 언론상> 대상 수상
- 2006년 1월 미국 스탠포드대 경영대학원 와튼-인포시스 <경영혁신상> 수상
- 2007년 10월 미국 미주리대 저널리즘 스쿨이 주는<미주리대 메달> 수상
- 2018년 10월 덴마크에서 주는 교육 및 사회개혁가에게 주는 <그룬트비상> 수상(비덴마크인으로 최초)

## 저서
- 《노무현, 마지막 인터뷰》오마이뉴스. 2009년
- 《진보집권플랜》오마이북. 2010년
- 《새로운 100년》오마이북. 2012년
- 《정치의 즐거움》오마이북. 2013년
- 《우리도 행복할 수 있을까》. 오마이북. 2014년. ISBN 9788997780136
- 《우리도 사랑할 수 있을까》. 오마이북. 2018년

## 기타
- 영국정보기술(IT) 사이트 실리콘닷컴(www.silicon.com) '올해의 50대 IT인물'에 16위로 선정 (1위-마이크로소프트의 레이 오지, 2위- 구글의 에릭슈미트)

## 같이 보기
- 장윤선